# Norra Grytsjön
Norra Grytsjön är en sjö i Älmhults kommun i Småland och ingår i Skräbeåns huvudavrinningsområde. Sjön har en area på 0,422 kvadratkilometer och ligger 157 meter över havet. Sjön avvattnas av vattendraget Grytån. Vid provfiske har bland annat abborre, braxen, gädda och gös fångats i sjön.

## Delavrinningsområde
Norra Grytsjön ingår i det delavrinningsområde (625913-142014) som SMHI kallar för Utloppet av Södra Grytsjön. Medelhöjden är 169 meter över havet och ytan är 14,47 kvadratkilometer. Det finns inga avrinningsområden uppströms utan avrinningsområdet är högsta punkten. Grytån som avvattnar avrinningsområdet har biflödesordning 3, vilket innebär att vattnet flödar genom totalt 3 vattendrag innan det når havet efter 56 kilometer. Avrinningsområdet består mestadels av skog (67 procent) och öppen mark (14 procent). Avrinningsområdet har 1,2 kvadratkilometer vattenytor vilket ger det en sjöprocent på 8,3 procent.

## Fisk
Vid provfiske har följande fisk fångats i sjön:
- Abborre
- Braxen
- Gädda
- Gös
- Mört
- Sutare